# Division 1 (Bélgica) 1974-75
La Primera División de Bélgica 1974/75 fue la 72.ª temporada de la máxima competición futbolística en Bélgica.

## Tabla de posiciones
| Pos | Equipo                         | PJ | PG | PE | PP | GF | GC | Pts | DG  | Notas                                                |
| --- | ------------------------------ | -- | -- | -- | -- | -- | -- | --- | --- | ---------------------------------------------------- |
| 1   | R.W.D. Molenbeek               | 38 | 25 | 11 | 2  | 92 | 39 | 61  | +53 | Clasificado a la Copa de Campeones de Europa 1975-76 |
| 2   | Royal Antwerp FC               | 38 | 22 | 8  | 8  | 75 | 29 | 52  | +45 | Clasificado a la Copa de la UEFA 1975-76             |
| 3   | RSC Anderlechtois              | 38 | 19 | 14 | 5  | 72 | 26 | 52  | +46 | Clasificado a la Recopa de Europa 1975-76            |
| 4   | Club Brugge K.V.               | 38 | 19 | 11 | 8  | 79 | 34 | 49  | +35 | Clasificado a la Copa de la UEFA 1975-76             |
| 5   | K Beerschot VAV                | 38 | 19 | 10 | 9  | 58 | 34 | 48  | +24 |                                                      |
| 6   | Standard Liège                 | 38 | 18 | 8  | 12 | 59 | 42 | 44  | +17 |                                                      |
| 7   | Lierse S.K.                    | 38 | 18 | 6  | 14 | 52 | 52 | 42  | +10 |                                                      |
| 8   | KSC Lokeren                    | 38 | 15 | 12 | 11 | 51 | 48 | 42  | +3  |                                                      |
| 9   | KSV Waregem                    | 38 | 13 | 13 | 12 | 48 | 42 | 39  | +6  |                                                      |
| 10  | Cercle Brugge K.S.V.           | 38 | 12 | 13 | 13 | 37 | 43 | 37  | -6  |                                                      |
| 11  | RFC Liégeois                   | 38 | 14 | 7  | 17 | 48 | 53 | 35  | -5  |                                                      |
| 12  | SK Beveren-Waas                | 38 | 11 | 12 | 15 | 29 | 42 | 34  | -13 |                                                      |
| 13  | Beringen FC                    | 38 | 11 | 11 | 16 | 46 | 56 | 33  | -10 |                                                      |
| 14  | R. Charleroi S.C.              | 38 | 10 | 13 | 15 | 44 | 60 | 33  | -16 |                                                      |
| 15  | K Berchem Sport                | 38 | 8  | 16 | 14 | 34 | 47 | 32  | -13 |                                                      |
| 16  | A.S.V. Oostende K.M.           | 38 | 9  | 12 | 17 | 60 | 81 | 30  | -21 |                                                      |
| 17  | KV Mechelen                    | 38 | 9  | 10 | 19 | 25 | 47 | 28  | -18 |                                                      |
| 18  | KFC Diest                      | 38 | 8  | 7  | 23 | 32 | 70 | 23  | -38 | Descenso a la Segunda División                       |
| 19  | R.O.C. de Charleroi-Marchienne | 38 | 6  | 11 | 21 | 30 | 87 | 23  | -57 | Descenso a la Segunda División                       |
| 20  | FC Winterslag                  | 38 | 5  | 13 | 20 | 30 | 69 | 23  | -39 | Descenso a la Segunda División                       |

PJ = Partidos jugados; PG = Partidos ganados; PE = Partidos empatados; PP = Partidos perdidos; GF = Goles a favor; GC = Goles en contra; Pts = Puntos; DG = Diferencia de goles